# Elkhorn (Wisconsin)
Elkhorn é uma cidade localizada no estado norte-americano de Wisconsin, no Condado de Walworth.

## Demografia
Segundo o censo norte-americano de 2000, a sua população era de 7305 habitantes.
Em 2006, foi estimada uma população de 9080, um aumento de 1775 (24.3%).

## Geografia
De acordo com o United States Census Bureau tem uma área de
18,9 km², dos quais 18,8 km² cobertos por terra e 0,1 km² cobertos por água. Elkhorn localiza-se a aproximadamente 287 m acima do nível do mar.

## Localidades na vizinhança
O diagrama seguinte representa as localidades num raio de 12 km ao redor de Elkhorn.